# 栗木まりさ
栗木 まりさ（くりき まりさ、1991年11月3日 - ）は、日本のモデル、グラビアアイドル。

## 人物・来歴
- 埼玉県出身[1]。
- 特技：誰よりもおいしくごはんを食べること、少林寺拳法
- 趣味：ピンクの薔薇、ピンクの蝶々の収集
- 少年漫画や格闘ゲームがすきであり、ストリートファイター (ゲーム)をするため一人でゲームセンターにいくこともある。
- 少年漫画のなかでもワンピース、NARUTO、新宿スワン、クローズ、刃牙が好きであると自身のブログにて公開していた。

## 出演

### テレビ
- ズームインサタデー

### 舞台
- 匠（マイスター）「心のカルテ」（2011年7月、中野ウエストエンド）

### 大会
- ファイティングガールズ2「黒船襲来」（2011年10月8日）

## 作品

### イメージDVD
- 「ギリ＊ピュア」（2011年5月07日、グラマラスキャンディ）

### DVD
- ファイティングガールズ2 ミックスファイト&イメージ 栗木まりさ／仲村あみ（2011年9月23日、ファイティングガールズ）
- ファイティングガールズ2 キャットファイト 栗木まりさVS仲村あみ（2011年9月30日、ファイティングガールズ）